# Колково
Колково — село в Орловском районе Кировской области России. Входит в состав Орловского сельского поселения.

## География
Село находится на западе центральной части Кировской области, в подзоне южной тайги, на берегах реки Татарки, на расстоянии приблизительно 10 километров (по прямой) к северу от города Орлова, административного центра района. Абсолютная высота — 147 метров над уровнем моря.
Климат
Климат характеризуется как континентальный, умеренно холодный. Среднегодовая температура — 1,5 °C. Средняя температура воздуха самого холодного месяца (января) составляет −14,2 °C (абсолютный минимум — −45 °С); самого тёплого месяца (июля) — 17,8 °C (абсолютный максимум — 37 °С). Безморозный период длится в течение 115—125 дней. Годовое количество атмосферных осадков — 583 мм, из которых около 403 мм выпадает в период с апреля по октябрь. Снежный покров устанавливается в середине ноября и держится 130—140 дней.

## Население
| 2010 |
| ---- |
| 392  |

Половой состав
По данным Всероссийской переписи населения 2010 года в гендерной структуре населения мужчины составляли 45,7 %, женщины — соответственно 54,3 %.
Национальный состав
Согласно результатам переписи 2002 года, в национальной структуре населения русские составляли 94 % из 548 чел.